# James G. Roche
James Gerard Roche, född 16 december 1939 i Brooklyn, New York, är en amerikansk tidigare sjöofficer och företagsledare i försvarsindustrin som från juni 2001 till januari 2005 var USA:s flygvapenminister.

## Biografi
Roche tog bachelorexamen vid Illinois Institute of Technology och tjänstgjorde därefter från 1960 till 1983 som officer i USA:s flotta; gick i pension med captain som slutgrad. 1966 tog Roche masterexamen i operationsanalys vid Naval Postgraduate School och 1972 doktorsexamen i företagsekonomi vid Harvard Business School. Han var under sin tid i flottan bland annat fartygschef för jagaren USS Buchanan (DDG-14), kommenderad till Policy Planning Staff på USA:s utrikesdepartement samt vid Office of Net Assessment i OSD. Under det följande året arbetade han för Demokraternas stab i senatens försvarsutskott. Från 1984 och fram till 2001 arbetade Roche i olika chefsbefattningar inom Northrop Corporation, som 1994 sammanslogs med Grumman Aircraft Engineering Corporation till Northrop Grumman.
I likhet med USA:s arméminister Thomas E. White och USA:s marinminister Gordon R. England rekryterades Roche av USA:s försvarsminister Donald Rumsfeld till deras respektive befattningar för deras erfarenheter inom näringslivet. Dennes ämbetstid som chef för USA:s flygvapendepartement överlappade i stort med general John P. Jumper som flygvapenstabschef och de båda herrarna gjorde flera medieframträdanden tillsammans på C-SPAN och hos Larry King på CNN. Under ämbetsperioden inträffade 11 september-attackerna, liksom inledningen av Operation Enduring Freedom och genomförandet av Operation Iraqi Freedom. Under samma perioden framkom även anklagelser om våldtäkter av kvinnliga kadetter på United States Air Force Academy som föranledde Roche och Jumper att vidta åtgärder. Roche försökte driva igenom ett leasingavtal med Boeing om modifierade 767:or för att ersätta äldre lufttankningsflygplan i USA:s flygvapen, något som senator John McCain var djupt kritisk till och hävdade var dyrare än att köpa flygplanen rakt av. Generalinspektören i USA:s försvarsdepartement inledde en utredning om missbruk av tjänsteställning gällande Roche för att ha skrivit ett rekommedationsbrev i tjänsten i strid med försvarsdepartementets etikregelverk, en utredning som var klar först efter dennes avgång.
Roche avgick samma dag som George W. Bush svors in för andra gången som USA:s president. I maj samma år valdes han in i bolagsstyrelsen för Orbital Sciences Corporation.